# جزء أم الدياب
جزء أم الدياب هو عضو جيولوجي من الوسط العلوي، وهو جزء من تكوين عين القطار في تونس. كانت بقايا الديناصورات من بين الحفريات التي تم انتشالها من التكوين.

## الحيوانات الفقارية
الأسماك
- كاتوروس[1]
- محدبة الأسنان[1]

أركوصورس
- تمساح[2]
- فوليدوصوريات ساركوسوكس العملاق[1][2]
- التيروصور أورنيثوكيريات[2]
- عظايا الكركردون [1][3][2]
- سبينوصور و/ أو سبينوصورينا.[1][3]
- عظايا آيت رباش وعظاءة تطاوين[4] سحليات الأرجل وكذلك أسنان غير المحددة.[1]

## أنظر أيضا
- جيولوجيا تونس